# Wagner Coppini
Wagner Luiz Coppini Fernandes, mais conhecido como Wagão, é um ex-jogador de vôlei e atual técnico do Barueri e da Seleção Brasileira de Voleibol Feminino Sub-21. É também auxiliar técnico da Seleção Brasileira de Voleibol Feminino desde 2013.
Como jogador, atuou principalmente pelo Pirelli, onde foi campeão brasileiro ao lado de Zé Roberto Guimarães em 1982. Chegou a defender a Seleção Brasileira na época de Bebeto de Freitas e José Carlos Brunoro.
Como técnico, sua primeira experiência foi no Santo André, de 1995 a 2007. De 2007 a 2011 foi auxiliar técnico da equipe feminina do Pinheiros, quando assumiu o time principal até 2016. Wagão comandou a seleção brasileira ao inédito título mundial sub-23 em 2015, batendo a anfitriã Turquia por 3 sets a 1. Também comandou o time que venceu a medalha de ouro nos Jogos Pan-Americanos Junior de 2021, na Colômbia.
Em 2025, no comando da Seleção Brasileira de Voleibol Feminino Sub-21, disputou o Mundial de Voleibol Feminino Sub-21, na qual terminou a competição em terceiro lugar, após ganhar da Seleção Búlgara por 3 sets a 1.